# エルマナリク
エルマナリク（Ermanaric、? - 376年）は、民族移動時代より少し前の時代に、ゴート族の一グループ、グルツンギ (Greuthungi) の王であったとされる人物である。

## 歴史的業績
エルマナリクの存在は、ローマ人が残した以下の2つの文献の中で言及されていた。一つは、彼と同時代の人物であるマルケリヌス・アンミアヌスが残した文書群であり、もう一つは、6世紀の歴史家ヨルダネスが残した歴史書『ゴート史』(Getica) である。
アンミアヌスによると、エルマナリクは「最も好戦的な王の一人」であった。しかし彼は、370年代になってアラニ族やフン族が国境に侵入してきたことを受け、遂には自殺へと追い込まれたのだという。エルマナリクの領地がどこまでだったのか、アンミアヌスは「広く豊かであった」としか述べていない 。
ヨルダネスの『ゴート史』では、エルマナリクはオイウム(en:Oium) という王国を治めていたとされている。またヨルダネスは、彼がスニルダ (Sunilda) という女性を、彼女が不貞を働いたという理由で、馬で殺したという記述も残している。それを知った彼女の兄弟、サルス (en:Sarus) とアミウス (Ammius) は、自身の王国をフン族の侵入から守るという辛い状況に立たされていたエルマナリクを、さらに苦しませた。この伝説の異伝は、イングランドやスカンディナヴィアといった地域に住んでいた、中世ゲルマン人の文学に強い影響をあたえた（ヨーナクの息子たち、en:Jonakr's sons) を参照）。最後にヨルダネスは、彼が110歳で亡くなるまで、ゴート族をよく治めていたと主張している。

## 物語
エルマナリクの獰猛な性格は北欧の伝承や中高ドイツ語の叙事詩で広まって発展し、彼は暴君の代表的な存在として扱われるようになっていった。古英語詩『ウィードシース』は例外であり、彼の悪名が定着する以前の古い伝承に基づいているため彼に対する評価は概ね好意的である。一方で、『デオール』は彼の統治は苛烈であったする。『シズレクのサガ』では彼はローマ王とされ、テオドリックを原型とする伝説上の英雄シズレク(=ディートリヒ・フォン・ベルン)が追放されてアッティラの元にあったのはエルマナリクが原因であるかのように描かれている。韻文のエッダの『ハムジルの歌』と『ヴォルスンガ・サガ』の終盤は同じエピソードを扱っている。老王エルマナリクはグズルーンと今は亡きシグルズの美しい娘スヴァンヒルドを妻とするため、息子ランドヴェルと相談役のビッキを遣わせる。ビッキはこれまで度々悪質な入れ知恵をしてきた人物であり、今回も二枚舌を振るってランドヴェルに対してはスヴァンヒルドと結婚するのは老いたエルマナリクよりもあなたの方が相応しいと吹き込む一方で、エルマナリクにはスヴァンヒルドに手を付けたランドヴェルに謀反の意ありと忠告する。王子ランドヴェルは殺され、更にビッキの企み通りスヴァンヒルドも死刑とされ馬に轢き殺された。娘を殺されたグズルーンは息子であるハムジルとセルリの兄弟にスヴァンヒルドの復讐のためエルマナリクを殺すよう唆すのだが、結局彼らも返り討ちにあってしまう。

## 名前の綴り
エルマナリク (Ermanaric) という名前を、彼の母語であるゴート語では、おそらく *Airmanareiks と綴るのだろう。しかし彼は、13世紀に至るまで各地のゲルマン人が残した、数多くの伝説・物語に登場しているため、多種多様な綴り方をする。
- ラテン語形
  - ヨルダネスの『ゴート史』 - エルマナリクス (Ermanaricus)
- ゲルマン語形
  - 古英語の叙事詩『ベーオウルフ』 - エルメンリーク (Eormenric)
  - エッダ・サガなど古ノルド語の文章 - イェルムンレク[10]、ヨルムンレクル[11] (Jörmunrekkr)
  - 中高ドイツ語 - エルメンリヒ (Ermenrich)

他にも Hermanaric, Erminrich, Emmerich, Ermanrik などのようにも綴られ、さらに別の名前も存在している。
そこからの派生の一つとして、ヘイズレクという名前がエルマナリクの別名とみなされているため、『ヘルヴォルとヘイズレク王のサガ』に登場する、ゴート族を長きに渡って治めたとされる王ヘイズレク・ウールヴハムが、エルマナリクに同一視されることもある。